# 第九届音乐风云榜年度盛典
第九届音乐风云榜年度盛典于2009年4月3日在北京展览馆剧场举行，主题为“成就·音乐·梦想”，由柳岩、谢楠、李晓峰主持，下午为颁奖典礼，晚上为“向音乐人致敬晚会”，林夕担任本届评委会主席。

## 得奖名单
| 奖项               | 得奖                                            | 提名 | 颁奖嘉宾       |
| ------------------ | ----------------------------------------------- | --- | -------------- |
| 内地最佳男歌手     | 许巍                                            | - 满文军 《彼岸》 - 许巍 《爱如少年》 - 张杰 《明天过后》 - 张岭 《女人的歌》 - 周晓鸥 《如果我是梁山伯》 | 辛晓琪         |
| 港台最佳男歌手     | 陈奕迅                                          | - 陈奕迅 《不想放手》 - 范逸臣 《无乐不作》 - 方大同 《橙月》 - 黄立行 《最后只好躺下来》 - 林俊杰 《JJ陆》 | 辛晓琪         |
| 内地最佳女歌手     | 王筝                                            | - 龙宽《乐活女王》 - 王筝《没有人比我更爱你》 - 许飞《恰许同学年少》 - 袁泉《Short Stay 2 冲绳》 - 张靓颖《画心——画皮》 | 陈奕迅、黄立行 |
| 港台最佳女歌手     | 蔡健雅                                          | - 蔡健雅《My Space》 - 范玮琪《Faces Of Fan Fan》 - 梁静茹《今天情人节》 - 王若琳《Start From Here》 - 萧亚轩《3面夏娃》 | 陈奕迅、黄立行 |
| 最佳流行乐团及组合 | 五月天                                          | - Lollipop棒棒堂 《黑糖群侠传电视原声带》 - 大嘴巴 《大嘴巴同名专辑》 - 南拳妈妈 《南搞小孩》 - S.H.E 《我的电台FM S.H.E》 - 五月天 《后青春期的诗》                                                                              | 蔡健雅         |
| 内地最佳专辑       | 王筝《没有人比我更爱你》                        | - 牛奶咖啡 《越长大越孤单》 - 王筝 《没有人比我更爱你》 - 许飞 《恰许同学年少》 - 许巍 《爱如少年》 - 张岭 《女人的歌》 | 林夕等音乐人   |
| 港台最佳专辑       | 陈奕迅 《不想放手》                             | - 陈奕迅 《不想放手》 - 方大同 《橙月》 - 黄立行 《最后只好躺下来》 - 王若琳《Start From Here》 - 萧敬腾 《萧敬腾同名专辑》 | 林夕等音乐人   |
| 内地最佳EP         | 袁泉《Short Stay 1 台北》/《Short Stay 2 冲绳》 | - 罗中旭 《让爱靠近》 - 孙俪 《小小的梦想》 - 袁泉 《Short Stay 1 台北》/《Short Stay 2 冲绳》 - 张靓颖《画心——画皮》 - 朱婧 《天空的边际》                                                                                       | 陈琳           |
| 港台最佳EP         | 温岚 《魔力High Q》                             | - 光良 《右手边》 - K ONE 《美好·纪念日》 - 罗忆诗 《新鲜》 - 温岚 《魔力High Q》 - 信乐团 《不死心还在》 | 陈琳           |
| 内地最佳歌曲       | 尚雯婕&羽泉 《信以为真》                        | - 龙宽 《乐活女王》 - 尚雯婕&羽泉 《信以为真》 - 许巍 《爱》 - 许巍《故事》 - 许巍《少年》 | 林俊杰         |
| 港台最佳歌曲       | 陈奕迅 《路...一直都在》                        | - 陈奕迅 《路...一直都在》 - 黄立行 《最后只好躺下来》 - 王若琳 《迷宫》 - 王若琳 《有你的快乐》 - 周杰伦 《稻香》 | 林俊杰         |
| 内地最佳唱作人     | 许巍                                            | - 龙宽 《乐活女王》 - 牛奶咖啡 《越长大越孤单》 - 羽泉 《爱上你的美》/《YOU ARE MY HERO》 - 许巍 《爱如少年》 - 张岭 《女人的歌》                                                                                                 |                |
| 港台最佳唱作人     | 方大同                                          | - 蔡健雅《My Space》 - 曹格 《Super Sunshine》 - 方大同 《橙月》 - 黄立行 《最后只好躺下来》 - 王若琳《Start From Here》 |                |
| 内地最佳新人       | 朱婧                                            | - 阿兰 《心·战~RED CLIFF~》 - 李小璐 《东方美》 - 孟楠 《我只有我》 - 宋佳 《能不能幸福》 - 朱婧 《天空的边际》 | 袁泉           |
| 港台最佳新人       | 萧敬腾                                          | - 大嘴巴 《大嘴巴同名专辑》 - 林宥嘉 《神秘嘉宾》 - 神木与瞳《为你而活》 - 王若琳 《Start From Here》 - 萧敬腾 《萧敬腾同名专辑》                                                                                                 | 袁泉           |
| 最佳音乐录影带     | 张一白——陈奕迅 《路...一直都在》                | - 陈奕迅 《不要说话》 - 陈奕迅 《路...一直都在》 - 李宇春 《少年中国》 - S.H.E 《宇宙小姐》 - 许巍 《故事》 | 信             |
| 内地最佳作曲       | 许巍——许巍《少年》                              | - 刘沁、刘锐——尚雯婕&羽泉 《信以为真》 - 龙宽——龙宽《乐活女王》 - 许巍——许巍《爱》 - 许巍——许巍《故事》 - 许巍——许巍《少年》 | 范逸臣         |
| 港台最佳作曲       | 黄立行——黄立行 《最后只好躺下来》               | - 方大同——方大同 《为你写的歌》 - 黄立行——黄立行 《最后只好躺下来》 - 小柯——陈奕迅 《不要说话》 - 周杰伦——周杰伦 《稻香》 - 周杰伦——周杰伦 《给我一首歌的时间》                                                                   | 范逸臣         |
| 内地最佳作词       | 龙宽——龙宽《乐活女王》                          | - 高晓松——满文军《鸢尾花》 - 龙宽——龙宽《乐活女王》 - 龙宽——龙宽《醒来我的爱》 - 马英——马天宇《青衣》 - 王春——满文军《彼岸》 | 袁惟仁         |
| 港台最佳作词       | 蔡健雅——蔡健雅《思念》                          | - 蔡健雅——蔡健雅《思念》 - 方文山——梁静茹 《我们就到这》 - 黄立行、崔惟楷——黄立行 《最后只好躺下来》 - 吴向飞、符致逸——陈奕迅 《路...一直都在》 - 小柯——陈奕迅 《不要说话》                                                       | 袁惟仁         |
| 内地最佳编曲       | 格非——牛奶咖啡 《越长大越孤单》                 | - 格非——牛奶咖啡 《越长大越孤单》 - 刘洲——李宇春《少年中国》 - 龙宽——龙宽《乐活女王》 - 孟军——满文军《鸢尾花》 - 曲世聪、张岭——张岭《女巫的傀儡》                                                                                 | 朱桦           |
| 港台最佳编曲       | 方大同——方大同 《如果爱》                       | - 方大同——方大同 《为你写的歌》 - 方大同——方大同 《如果爱》 - 方大同——方大同 《三人游》 - Mac Chew——陈奕迅《路...一直都在》 - Jae Chong——黄立行《黑夜尽头》                                                                       | 朱桦           |
| 内地最佳制作人     | 卢庚戌——王筝 《没有人比我更爱你》               | - 格非——牛奶咖啡 《越长大越孤单》 - 龙宽——龙宽《乐活女王》 - 羽泉——羽泉《YOU ARE MY HERO》/《爱上你的美》 - 卢庚戌——王筝 《没有人比我更爱你》 - 张亚东——马天宇 《飞》                                                             | 羽泉           |
| 港台最佳制作人     | 林俊杰、吴剑泓——林俊杰《JJ陆》                  | - 蔡健雅——蔡健雅《My Space》 - Edward Chan、Charles Lee、方大同——方大同 《橙月》 - Jae Chong——黄立行 《最后只好躺下来》、李玖哲 《不完美》 - Jim Lee—— 陈奕迅 《不想放手》 、李玟 《我爱看电影》 - 林俊杰、吴剑泓——林俊杰《JJ陆》 | 羽泉           |
| 最佳摇滚歌手       | 信                                              | - 范逸臣 《无乐不作》 - 何超仪 《Elastic Rock》 - 信《集乐星球》 | 张岭           |
| 最佳摇滚专辑       | 果味VC《伟大的复兴》                            | - AK-47乐队 《无法停下》 - 果味VC《伟大的复兴》 - 声音碎片乐队 《把光芒洒向更开阔的地方》 - 瘦人乐队 《第七天》 - 新裤子乐队 《野人也有爱》                                                                                       | 张岭           |
| 最佳摇滚歌曲       | AK-47乐队 《河流》                              | - AK-47乐队 《河流》 - 果味VC 《午后三点》 - 瘦人乐队 《第七天》 - 瘦人乐队 《天使》 - 瘦人乐队 《伊莎贝拉》 | 张岭           |
| 最佳摇滚乐队       | 果味VC《伟大的复兴》                            | - 唐朝乐队 《浪漫骑》 - 果味VC《伟大的复兴》 - 声音碎片乐队 《把光芒洒向更开阔的地方》 - 瘦人乐队 《第七天》 - 新裤子乐队 《野人也有爱》                                                                                          | 峦树           |
| 最佳摇滚新人       | 旅行团乐队                                      | - AOK 《带着你冒险》/《GOGOGO》/《我要我的》/《等待爱》 - 黄威尔 《WILL BE GOOD》 - 咖啡因乐队 《财神到太热闹》 - 旅行团乐队 《来福胶泥》 - 左右乐队 《向热血与青春致敬》                                                         | 峦树           |
| 年度风云大奖       | 陈奕迅                                          | |                |

## 音乐会
主题为向陈小霞、李偲菘、李伟菘、李焯雄、林夕、小柯、许常德、姚谦、李海鹰九位华语音乐大师集体致敬。参与歌手包括陈奕迅、陈明、羽泉、辛晓琪、蔡健雅、庾澄庆、信、范逸臣、方大同、袁泉、熊天平、王栎鑫、谭维维、满江、萧敬腾、杨宗纬、大嘴巴等。